# Michael C. Kerr

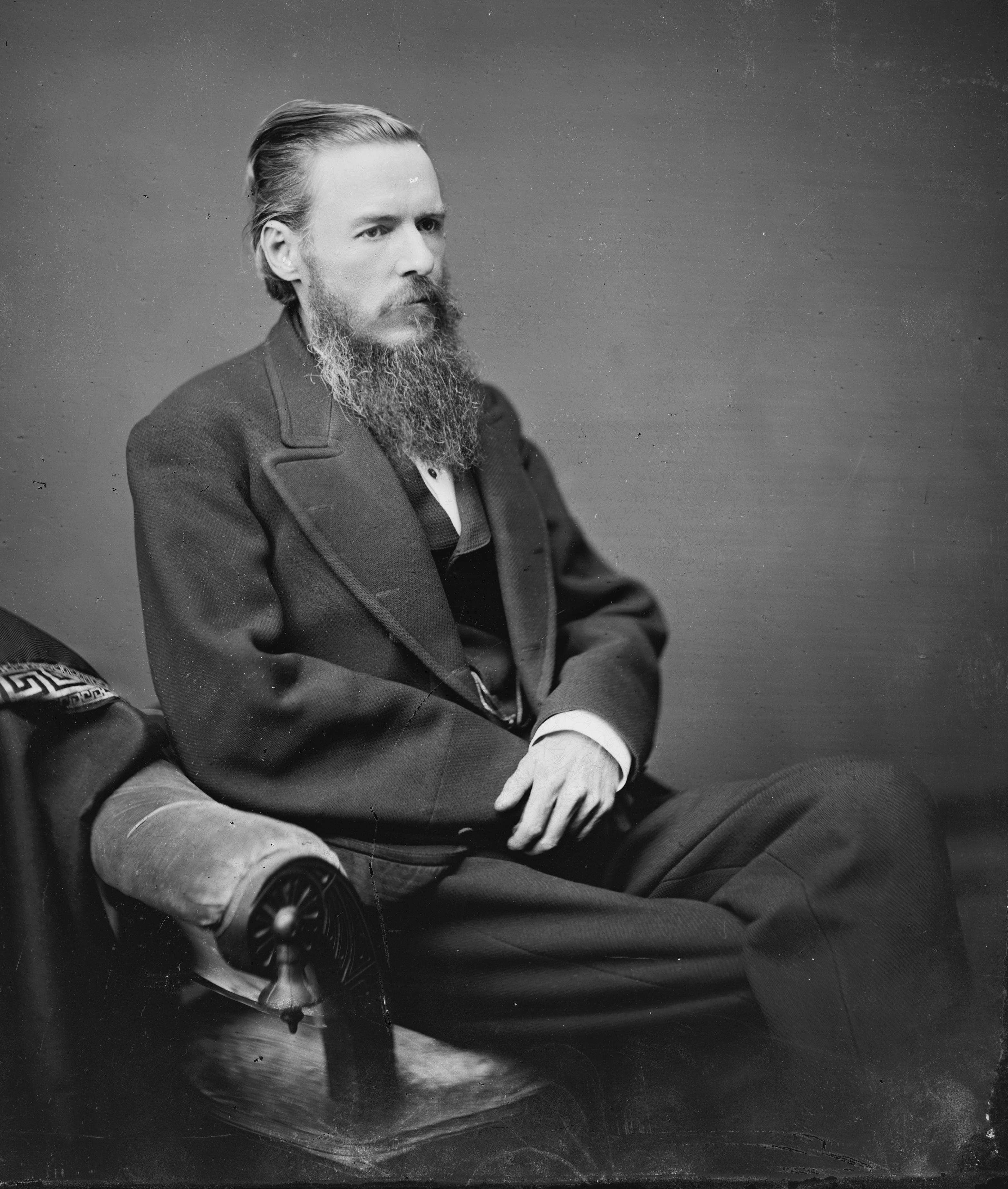
Michael C. Kerr (um 1875)

Michael Crawford Kerr (* 15. März 1827 in Titusville, Pennsylvania; † 19. August 1876 im Rockbridge County, Virginia) war ein US-amerikanischer Politiker der Demokratischen Partei, Mitglied des US-Repräsentantenhauses für Indiana und Sprecher des Repräsentantenhauses.

## Biografie
Nach dem Besuch allgemeiner Schulen (Common Schools) und der Erie Academy studierte er Rechtswissenschaften an der Law School der University of Louisville und schloss dieses Studium 1851 ab. Nach seiner Zulassung ließ er sich 1852 als Rechtsanwalt in New Albany (Indiana) nieder und wurde dort 1854 Staatsanwalt (City Attorney). 1855 begann er eine einjährige Tätigkeit als Vertreter der Anklage (Prosecuting Attorney) von Floyd County. Seine politische Laufbahn begann Kerr mit der Wahl ins Repräsentantenhaus von Indiana, in das er 1856 und 1857 gewählt wurde. Nach einer erneuten Tätigkeit als Rechtsanwalt war er zwischen 1862 und 1865 Berichterstatter am Obersten Gerichtshof Indianas (Indiana Supreme Court).
1865 wurde er für die Demokraten erstmals ins US-Repräsentantenhaus gewählt und vertrat dort nach drei Wiederwahlen vom 4. März 1865 bis zum 3. März 1873 den 2. Kongresswahlbezirk Indianas. 1872 erlitt er jedoch bei den Wahlen zum 43. US-Kongress eine Wahlniederlage. 1875 wurde Kerr dann erneut zum Mitglied des US-Repräsentantenhauses gewählt und vertrat diesmal den 3. Kongresswahlbezirk Indianas bis zu seinem Tode.
Zugleich war er seit dem 6. Dezember 1875 Sprecher des Repräsentantenhauses und starb in dieser Funktion. Nach seinem Tode wurde er auf dem Fairview Cemetery in New Albany beigesetzt.